# 쉬자후이

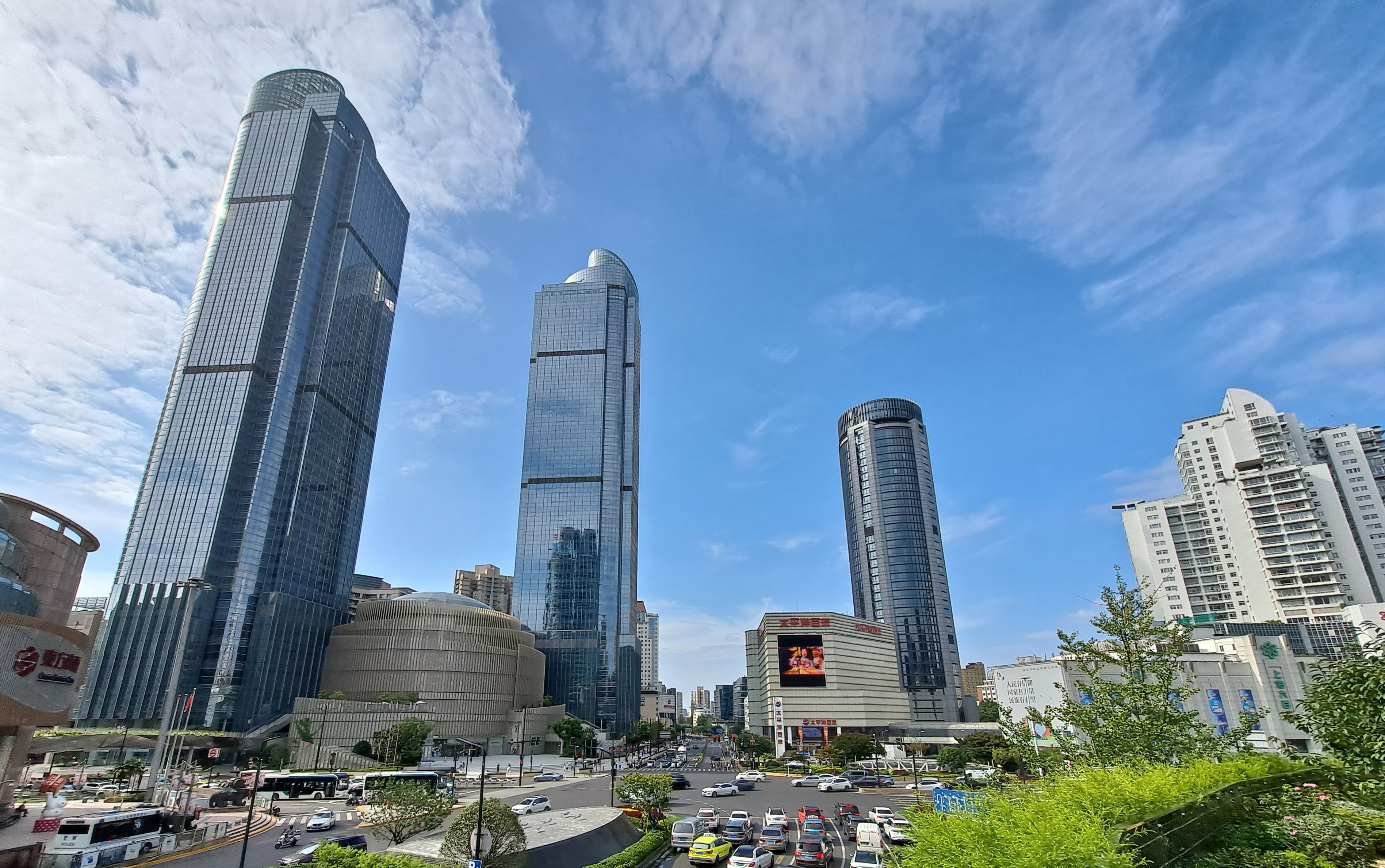

쉬자후이(중국어: 徐家汇, Xujiahui)는 상하이시에 있는 지역이다. 쉬후이구 행정상 역사문화상업지역으로 지역명을 따서 명명되었다. 이 지역은 상하이시의 쇼핑 및 엔터테인먼트 지역으로 잘 알려져 있다. 상하이 지하철 쉬자후이역에서 운행된다.